# Parafia Narodzenia Najświętszej Maryi Panny i św. Sebastiana w Krasieninie
Parafia Narodzenia Najświętszej Maryi Panny i św. Sebastiana w Krasieninie – parafia rzymskokatolicka, znajdująca się w archidiecezji lubelskiej, w dekanacie Garbów.

## Zasięg parafii
Do parafii należą wierni z następujących miejscowości: Kawka, Krasienin-Kolonia, Krasienin, Majdan Krasieniński, Osówka, Pryszczowa Góra, Smugi, Stoczek-Kolonia, Stoczek, Wola Krasienińska, Wólka Krasienińska.